# San Pedro de Jujuy
San Pedro de Jujuy – miasto w Argentynie w prowincji Jujuy.
W 2006 roku 56 tys. mieszkańców.